# CONCACAF Champions' Cup 2008
La CONCACAF Champions' Cup 2008 è stata la quarantasettesima edizione della massima competizione calcistica centro-nord americana.
La vincitrice di questa manifestazione è stato il Pachuca che ha superato il Deportivo Saprissa per il risultato di 3-2 (tra andata e ritorno).

## Squadre qualificate
| Squadra            | Motivazione                                    |
| ------------------ | ---------------------------------------------- |
| Pachuca            | Campione Campionato Clausura Messicano 2007    |
| Atlante            | Campione Campionato Apertura Messicano 2008    |
| D.C. United        | Campione MLS Supporters' Shield 2007           |
| Houston Dynamo     | Campione MLS Cup 2007                          |
| Motagua            | Campione Copa Interclubes UNCAF 2007           |
| Deportivo Saprissa | Finalista Copa Interclubes UNCAF 2007          |
| Municipal          | Terza classificata Copa Interclubes UNCAF 2007 |
| Harbour View       | Campione CFU Club Championship 2007            |

## Quarti di finale
Partite di andata: 11-13 marzo 2008. Ritorno: 18-20 marzo 2008.
| Squadra 1    | Totale | Squadra 2          | Andata | Ritorno |
| ------------ | ------ | ------------------ | ------ | ------- |
| Municipal    | 2-6    | D.C. United        | 1-1    | 1-5     |
| Atlante      | 2-4    | Deportivo Saprissa | 2-1    | 0-3     |
| Motagua      | 0-1    | Pachuca            | 0-0    | 0-1     |
| Harbour View | 1-3    | Houston Dynamo     | 0-0    | 1-3     |

## Semifinali
Partite di andata: 1-3 aprile 2008. Ritorno: 8-10 aprile 2008.
| Squadra 1      | Totale | Squadra 2          | Andata | Ritorno |
| -------------- | ------ | ------------------ | ------ | ------- |
| Pachuca        | 3-2    | D.C. United        | 2-0    | 1-2     |
| Houston Dynamo | 0-3    | Deportivo Saprissa | 0-0    | 0-3     |

## Finale a/r
Gara di andata: 23 aprile 2008. Gara di ritorno 30 aprile 2008.
| Squadra 1 | Totale | Squadra 2          | Andata | Ritorno |
| --------- | ------ | ------------------ | ------ | ------- |
| Pachuca   | 3-2    | Deportivo Saprissa | 1-1    | 2-1     |

## Campioni
| Campione CONCACAF 2008 |
| ---------------------- |
| CF Pachuca 3º titolo   |